# نيكولاس ديلجاديلو
نيكولاس ديلجاديلو (بالإسبانية: Nicolás Delgadillo)‏ هو لاعب كرة قدم أرجنتيني، ولد في 2 أكتوبر 1997 في بوينس آيرس في الأرجنتين. لعب مع فيليز سارسفيلد.

## وصلات خارجية
- نيكولاس ديلجاديلو على موقع قاعدة بيانات كرة القدم.إي يو (الإنجليزية)
- نيكولاس ديلجاديلو على موقع Soccerway.com (الإنجليزية)